# Kaaimeersen

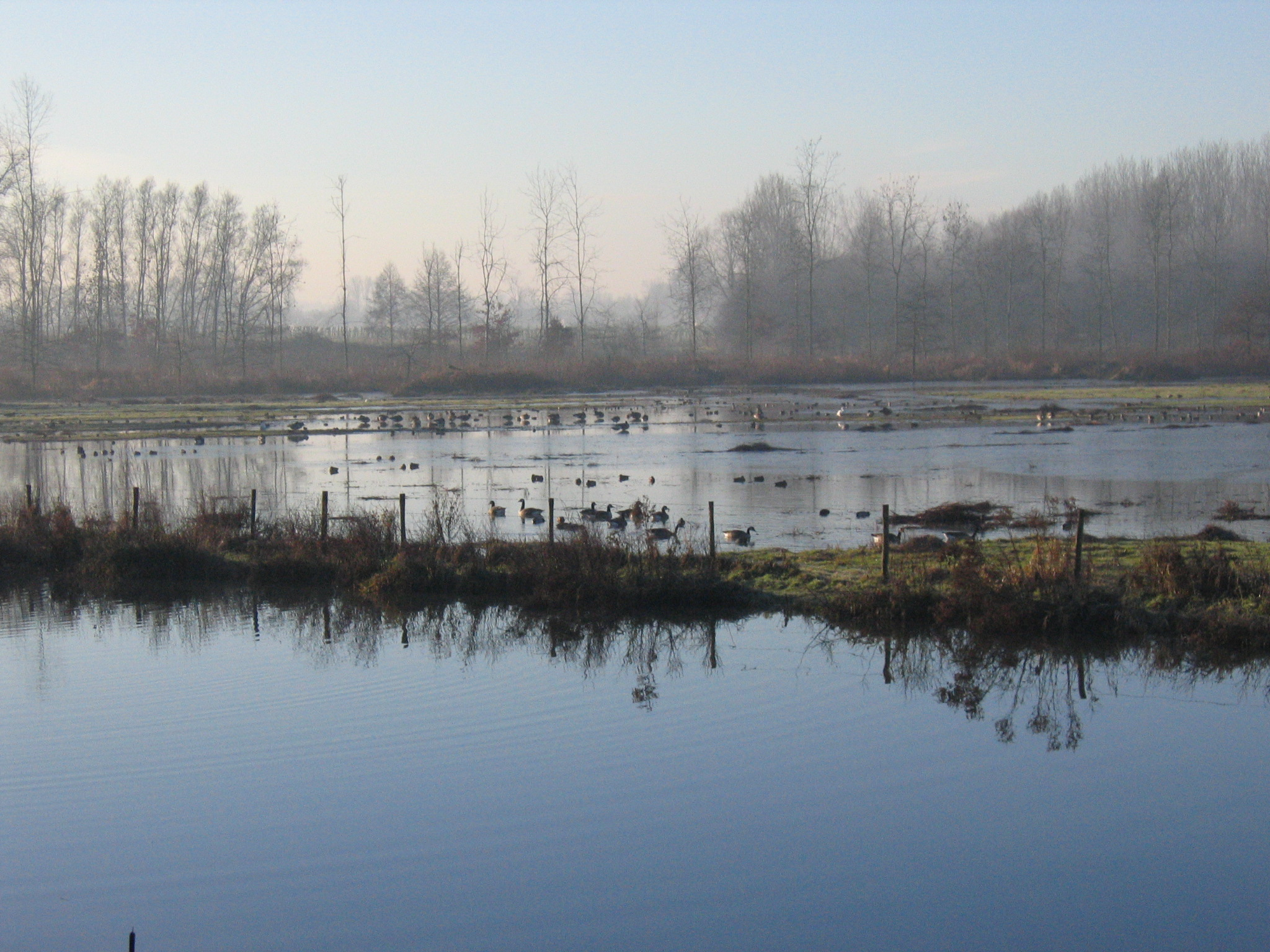
Overstromingsgebied bij Meilegem

De Kaaimeersen zijn een natuurgebied van 37 hectare aan de rand van de Vlaamse Ardennen in Zuid-Oost-Vlaanderen. 

## Ligging
Het natuurgebied van 12 hectare bevindt zich op het grondgebied van de gemeente Zwalm (deelgemeente Meilegem). Het ligt ook aan de Schelde, vlak bij De Kaaihoeve. In 2021 kocht de provincie oost-Vlaanderen er 25 hectare extra natuurgebied aan in Kruisem, Zingem en Zwalm. Het wandelnetwerk Vlaamse Ardennen en de GR122 lopen door de Kaaimeersen.

## Landschap
De Kaaimeersen zijn soortrijke hooilanden met een oude Scheldearm, een riet- en zeggemoeras en poelen.

## Fauna
In de Kaaimeersen komen de volgende vogelsoorten voor: pijlstaart, wintertaling, krakeend, slobeend, aalscholver, watersnip, kleine plevier, groenpootruiter, bosruiter, tureluur, kievit, grutto, scholekster en kemphaan.

## Flora
In het moerasgedeelte bloeien veenwortel, blaartrekkende boterbloem, beekpunge, oeverzegge, moeraszegge en lisdodde.